# روبي بوتس
روبي بوتس (بالإنجليزية: Ruby Boots)‏ هي مغنية مؤلفة أسترالية، ولدت في 20 أكتوبر 1981 في برث في أستراليا.

## وصلات خارجية
- روبي بوتس على موقع ميوزك برينز (الإنجليزية)
- روبي بوتس على موقع ديسكوغز (الإنجليزية)